# Sabzevar
Sabzevar (en persan : سبزوار) (aussi romanisé que Sabzevar et Sabzawār) est une ville d'Iran, capitale du comté de Sabzevar, située dans la province du Khorasan-e-razavi. La ville est située à environ 250 km de Mashhad.
Au recensement de 2006, sa population était de 208 172 habitants.
Le nom de la ville au Moyen Âge était Beyhaq. Elle est à environ 220 kilomètres à l’ouest de Machhad, la capitale provinciale.
Sabzevar est le centre commercial pour une région agricole produisant raisins et raisins secs. Il y a une industrie à petite échelle, pour la transformation des aliments, objets de cuivre et moteurs électriques. Dans le cadre du vieux bazar de Sabzevar les fruits et légumes frais, séchés et en conserve sont exportés. Sabzevar est reliée à Téhéran et Machhad par la route. L'aéroport de Sabzevar offre des vols intérieurs.

## Universités
- Université des sciences médicales de Sabzevar
- Université Hakim Sabzévari(Université de formation des maitres de Sabzevar)
- Université islamique libre de Sabzevar

## Personnalités liées à la commune
- Abû Bakr Al Bayhaqî
- Abolfazl Beyhaghi
- Ali Chariati